# Палью (річка)
Палью́ (рос. Палью) — річка в Республіці Комі, Росія, ліва притока річки Ілич, правої притоки річки Печора. Протікає територією Троїцько-Печорського району.
Річка утворюється злиттям правої Шер-Вожпал (35 км) та лівої Лун-Вожпал (84 км). Враховуючи довжину більшої Лун-Вожпал, довжина Палью становить 145 км. Від витоків Лун-Вожпал річка протікає на північний захід, південний захід, захід, південний захід, захід, південний захід, північний захід, північ, захід, північ, північний захід, захід, північ, північний схід, північ, схід, північ та північний захід. Впадає до Ілича в районі селища Палью.
Притоки:
- праві — твірна Шер-Вожпал (Шер-Вож-Пал, Шервож), Вой-Вож (Войвож, Седопонйоль, Седопон'єль)
- ліві — твірна Лун-Вожпал (Палью, Лун-Вож-Пал), без назви (довжина 11 км[1])